# 산너머 저쪽
《산너머 저쪽》은 1991년 5월 11일부터 1991년 11월 17일까지 방영된 문화방송 주말연속극이다.

## 줄거리
셋방으로 시작해 어렵사리 집장만을 하는 별이네집을 중심으로 서민들의 살아가는 이야기와 별이엄마 명주, 명주와는 상반된 성격의 명애, 여관을 경영하는 부모, 북에 두고 온 처자를 못 잊어하는 명주 아버지를 통해 건강한 공동체적 삶이란 어떤 것인가를 추구한 드라마이다.

## 출연
- 고두심 : 강명주 여사
- 한진희 : 김준태 - 명주의 남편
- 김희애 : 강명애
- 강석우 : 상우 - 명애의 남편
- 정혜선 : 송 여사 - 명애의 어머니
- 반효정 : 상우 어머니
- 김용림 : 정아 할머니
- 오연수 : 은경
- 안승훈 : 안도형
- 변소정 : 정아 (중도하차)
- 임소나 : 별이 - 명주 & 준태 딸
- 권성덕, 김형자, 신충식, 국정환, 연운경, 이계인, 김동수, 정요숙
- 김응석 (중도하차)

## 결방(1991년)
- 6월 15일 : 《토요일! 토요일은 즐거워》 편성으로 인해 결방
- 6월 16일 : 특집 다큐멘터리 《쓰루가의 아리랑 환상곡》 편성으로 인해 결방

## 참고 사항
- 별이 역의 임소나는 가수 겸 MC 임백천의 조카이다.[1]
- 정아 역의 변소정은 MBC와 2년 전속계약을 맺은 상태에서 SBS 개국 특집 드라마 《유심초》에 주연으로 캐스팅됐으며, 이 때문에 《산너머 저쪽》에서 중도하차하였다.[2]
- 편협된 시각에서 여성상을 그렸다는 비판이 있었다.[3]

## 수상
- 1991년 MBC 방송대상 대상 김희애

| 문화방송 주말연속극                      | 문화방송 주말연속극                       | 문화방송 주말연속극                                |
| 이전 작품                                | 작품명                                    | 다음 작품                                          |
| ---------------------------------------- | ----------------------------------------- | -------------------------------------------------- |
| 고개숙인 남자 (1991년 1월 5일 ~ 5월 5일) | 산너머 저쪽 (1991년 5월 11일 ~ 11월 17일) | 사랑이 뭐길래 (1991년 11월 23일 ~ 1992년 5월 31일) |